# Klamelisaurus
Klamelisaurus (лат.) — род растительноядных динозавров из группы Eusauropoda. Жили в середине юрского периода (келловейский век). К роду относят единственный вид — Klamelisaurus gobiensis. Его ископаемые остатки обнаружены в 1982 году в формации Шишугоу, расположенной в пустыне Гоби на территории Синьцзян-Уйгурского автономного района (Китай). Первооткрыватель, китайский палеонтолог Чжао, выделял род в новое подсемейство Klamelisaurinae.

## Описание
Вид Klamelisaurus gobiensis описан в 1993 году по голотипу IVPP V9492, частичному скелету низкого качества. Завропод средних размеров, в 2010 году Грегори С. Полом было высказано предположение, что длина динозавров составляла 15 м. Им также предположено, что скелет представляет собой взрослую форму Bellusaurus.